# Kadiruşağı, Yeşilyurt
Kadiruşağı là một xã thuộc huyện Yeşilyurt, tỉnh Malatya, Thổ Nhĩ Kỳ. Dân số thời điểm năm 2011 là 377 người.